# JSM贝贾亚
贝贾亚青年体育马迪纳特俱乐部（法語：Jeunesse Sportive Madinet de Béjaïa；阿拉伯语：‎，JSM Béjaïa）是位于阿尔及利亚贝贾亚的职业足球俱乐部。俱乐部创建于1936年。球队的主体育场为马格里布团结体育场（Stade de l'Unité Maghrébine）。